# 莫德里卡門
莫德里卡門（德語：Blauenstein）是斯洛伐克的城鎮，位於該國南部，距離大克爾季什約5公里，由班斯卡-比斯特里察州負責管轄，面積19.65平方公里，海拔高度240米，2005年人口1,457。

## 地理位置
莫德里卡門位於斯洛伐克的克魯皮納平原上，距離大克爾季什約5公里、兹沃伦約10公里，是斯洛伐克最小的城鎮。

## 人口
根據2001年的人口普查，莫德里卡門居住人口有1434人。當中以斯洛伐克人為主，佔92.82%，斯洛伐克羅姆人佔2.79%，匈牙利人佔2.02%，捷克人則佔0.35%。
當地羅馬天主教徒佔總人口的79.22%，沒有宗教信仰的佔8.44％，路德教徒則佔7.6%。

## 姊妹城市
- 匈牙利拜爾采爾
- 波蘭奧帕圖夫

## 外部連結
- Castle Museum

1. 1 2  . Statistical Office of the Slovak republic.   [2007-12-15]. （原始内容存档于2007-11-16）.